# TMPRSS11B
TMPRSS11B (англ. Transmembrane protease, serine 11B) — мембрано-связанная сериновая протеаза, продукт гена человека TMPRSS11B.

## Структура
TMPRSS11B относится к семейству сериновых протеаз. Состоит из 416 аминокислот, молекулярная масса 46,3 кДа.

## В патологии
Экспрессия TMPRSS11B повышена в клетках плоскоклеточного рака лёгких и коррелирует с повышенной смертностью больных этим видом рака. Ингибирование фермента в клетках плоскоклеточного рака лёгких снижает их трансформацию и замедляет их рост. Будучи ферментом с внеклеточным протеазным доменом, TMPRSS11B может подвергать частичному расщеплению мембрано-связанные белки, в том числе белки, играющие роль в прогрессировании опухоли, и высвобождать их. TMPRSS11B промотирует высвобождение басигина, облигаторного шаперона транспортёра лактатмонокарбоксилата MCT4. Высвобождение басигина, опосредованное TMPRSS11B повышает экспорт лактата и усиливает гликолитический метаболизм, что может способствовать опухолеобразованию.